# WASD – Bookazine für Gameskultur
WASD – Bookazine für Gameskultur war ein halbjährlich erscheinendes Bookazine (Kofferwort aus Buch und Magazin) für Computer- und Videospiele. Der Name der Publikation geht auf die gleichnamige Tastenbelegung zurück.
Die WASD erschien halbjährlich und wurde vom Hörfunkjournalisten Christian Schiffer und dem Grafikdesigner Markus Weissenhorn im eigenen Kleinverlag herausgegeben, dem Sea of Sundries Verlag mit Sitz in München. Die Erstausgabe erschien im Juni 2012. Die 18. und letzte gedruckte Ausgabe erschien nach einer einjährigen Pause im Sommer 2021.
Am 21. November 2021 ging das offizielle Nachfolgeprojekt WASTED online.

## Inhalt
Laut dem Journalisten Marco Maurer in der Süddeutschen Zeitung war das Ziel der WASD „mitzuhelfen, ein Computerspiel-Feuilleton zu etablieren.“ Das Bookazine verzichtete auf die im Computerspielejournalismus verbreiteten Prozentwertungen und veröffentlicht auch keine Previews zu Spielen. Stattdessen werden Beiträge publiziert, die sich mit Computerspielen kulturell auseinandersetzen. So erschienen in der WASD Texte zu Sexismus und Militarismus in Computerspielen, aber auch zur Darstellung von Armut in Games. Auch kritische Hintergrundberichte, etwa zum Free-to-play-Geschäftsmodell oder Geschichten, die mit ihrer ironischen Distanz auch für Laien verständlich sind, waren Teil des Bookazines. Besondere Bedeutung kam zudem der Berichterstattung über die wachsende Indie-Spiel-Szene zu.
Jede Ausgabe stand unter einem Schwerpunktthema. Seit der zweiten Ausgabe gab es zudem regelmäßige Kolumnen, geschrieben etwa von dem FM4-Mitarbeiter Robert Glashüttner. Seit der dritten Ausgabe enthielt die WASD zudem das Quartettspiel der Videospielskandale, eine fortlaufende Sammlung der wichtigsten Computerspielskandale in Form eines Quartettspiels.
Die Online-Ableger von Der Spiegel, Süddeutsche Zeitung, Die Zeit, Der Standard, Wired sowie VICE veröffentlichten regelmäßig Texte aus der WASD.

## Schwerpunkte der Ausgaben
| Ausgabe | Veröffentlichung | Titel            | Thema                                           | Seiten |
| ------- | ---------------- | ---------------- | ----------------------------------------------- | ------ |
| 1       | Sommer 2012      | Tasty Trash      | Schlechte Spiele                                | 204    |
| 2       | Winter 2012      | Select System    | Games & Politik                                 | 212    |
| 3       | Sommer 2013      | Skandal!         | Aufreger in der Gameskultur                     | 212    |
| 4       | Winter 2013      | Level Up!        | Die Zukunft der Gameskultur                     | 208    |
| 5       | Sommer 2014      | Insert Coin      | Computerspiele und das liebe Geld               | 204    |
| 6       | Winter 2014      | Rewind Retro     | Neue Gedanken zu alten Spielen                  | 228    |
| 7       | Sommer 2015      | Liebe & Hass     | Wer spielen will, muss fühlen                   | 202    |
| 8       | Winter 2015      | Break Out!       | Freiheit und Computerspiele                     | 202    |
| 9       | Sommer 2016      | Once Upon a Game | Über das Geschichtenerzählen in Computerspielen | 208    |
| 10      | Winter 2016      | Game Over        | Videospiele und der Tod                         | 208    |
| 11      | Sommer 2017      | Revolution!      | Games and Change                                | 196    |
| 12      | Winter 2017      | Fun! Fun! Fun!   | Computerspiele und Spaß                         | 212    |
| 13      | Sommer 2018      | Wargames         | Krieg und Spiele                                | 190    |
| 14      | Winter 2018      | Betrug           | Über das Mogeln im Computerspiel                | 224    |
| 15      | Sommer 2019      | Schön            | Ästhetik und Computerspiele                     | 224    |
| 16      | Winter 2019      | Gerechtigkeit    | Fairness und Computerspiele                     | 200    |
| 17      | Sommer 2020      | Natürlich        | Flora, Fauna und Computerspiele                 | 192    |
| 18      | Sommer 2021      | Achtzehn         | Volljährig                                      | 178    |

## Autoren
Unter anderen haben folgende Autoren Beiträge für die WASD verfasst:
- Achim Bogdahn
- Alexander Pschera
- Burckhard Garbe
- Carolin Matzko
- Christian Huberts
- Christian Schiffer
- Gunnar Lott
- Jan Fischer
- Jim Rossignol
- Joachim Friedmann
- Jolyne Schürmann
- Karoline Schaum
- Katja Huber
- Lukas Meschik
- Nils Bokelberg
- Rudolf Inderst
- Thomas Lindemann
- Wladimir Kaminer

## Auszeichnungen
- 2012: Das Computerspielportal Krawall.de kürte zwei Texte der WASD zu den beiden besten Computerspieltexten des Jahres 2012.[33]
- 2013: Die WASD gewann 2013 einen European Design Award[34] und einen Red Dot Design Award.[35]
- 2014: Die WASD wurde 2014 für den German Design Award[36] nominiert und mit dem Lead Newcomer Award ausgezeichnet.[37]
- 2015: Die WASD wurde 2015 mit einem IF Award ausgezeichnet.[38]
- 2016: Die WASD wurde 2016 mit dem German Design Award ausgezeichnet.[39]
- 2016: Die WASD wurde beim Bayerischen Printmedienpreis in der Kategorie „Beste Innovation“ nominiert.[40]
- 2018: Medienpreis Games, Kategorie: Review, Autor: Jan Bojaryn[41]